# Oscarverleihung 1986
Übersicht aller ausgezeichneten Filme

◄◄ | ◄ | 1982 | 1983 | 1984 | 1985 | Oscarverleihung 1986 | 1987 | 1988 | 1989 | 1990 | ► | ►►

Weitere Ereignisse
Die Oscarverleihung 1986 fand am 24. März 1986 im Dorothy Chandler Pavilion in Los Angeles statt. Es waren die 58th Annual Academy Awards. Im Jahr der Auszeichnung werden immer Filme des vergangenen Jahres ausgezeichnet, in diesem Fall also die Filme des Jahres 1985.
Bei der 58. Oscarverleihung konnte der Film Jenseits von Afrika sieben Oscars gewinnen. Darunter die Preise für Bester Film, Beste Regie (Sydney Pollack) und Bestes adaptiertes Drehbuch (Kurt Luedtke) (zudem noch Kamera, Musik, Szenenbild und Ton).

Zwei Oscars gewann der Film Cocoon, darunter Bester Nebendarsteller (Don Ameche) (auch Spezialeffekte) und ebenso der Film Der einzige Zeuge, der neben dem Preis für den Besten Schnitt auch die Auszeichnung Bestes Original-Drehbuch erhielt.

Die weiteren Schauspiel-Auszeichnungen gingen in der Kategorie Bester Hauptdarsteller an William Hurt in Kuß der Spinnenfrau und der Sparte Beste Nebendarstellerin an Anjelica Huston in Die Ehre der Prizzis. Geraldine Page (A Trip to Bountiful – Reise ins Glück), bekam als Gewinnerin in der Kategorie Beste Hauptdarstellerin zwei Minuten Standing Ovation vom Publikum.
Zwölf Personen wurden für den Soundtrack von Die Farbe Lila nominiert. Das waren die meisten Personen, die je für einen einzigen Oscar nominiert wurden. Der Preis ging aber an den Soundtrack von Jenseits von Afrika. Auch sonst konnte der Film trotz 11 Nominierungen keinen Preis gewinnen und führt damit in der Liste Meiste Nominierungen/Keine Auszeichnungen zusammen mit Am Wendepunkt, dem im Jahr 1978 gleiches widerfuhr.
Während der Show erlitt die Schauspielerin Sarah Cunningham, die Frau des Schauspielers John Randolph, in der Lobby einen Asthma-Anfall und verstarb.
| Film                                      | N  | A |
| ----------------------------------------- | -- | - |
| Die Farbe Lila                            | 11 | 0 |
| Jenseits von Afrika                       | 11 | 7 |
| Die Ehre der Prizzis                      | 8  | 1 |
| Der einzige Zeuge                         | 8  | 2 |
| Kuß der Spinnenfrau                       | 4  | 1 |
| Ran                                       | 4  | 1 |
| Zurück in die Zukunft                     | 4  | 1 |
| Agnes – Engel im Feuer                    | 3  | 0 |
| A Chorus Line                             | 3  | 0 |
| Runaway Train                             | 3  | 0 |
| Brazil                                    | 2  | 0 |
| Cocoon                                    | 2  | 2 |
| Die offizielle Geschichte                 | 2  | 1 |
| Silverado                                 | 2  | 0 |
| Der Tag des Falken                        | 2  | 0 |
| A Trip to Bountiful – Reise ins Glück     | 2  | 1 |
| White Nights – Die Nacht der Entscheidung | 2  | 1 |
| Die zweite Wahl – Eine Romanze            | 2  | 0 |

## Moderation
Alan Alda, Jane Fonda und Robin Williams führten als Moderatoren durch die Oscarverleihung. Die Präsentatoren der Kandidaten sind bei den jeweiligen Kategorien weiter unten aufgeführt.

## Gewinner und Nominierungen

### Bester Film
präsentiert von John Huston und Akira Kurosawa
Jenseits von Afrika (Out of Africa) – Sydney Pollack
Die Ehre der Prizzis (Prizzi's Honor) – John Foreman
Der einzige Zeuge (Witness) – Edward S. Feldman
Die Farbe Lila (The Color Purple) – Quincy Jones, Kathleen Kennedy, Frank Marshall, Steven Spielberg
Kuß der Spinnenfrau (Kiss of the Spider Woman) – David Weisman

### Beste Regie
präsentiert von Barbra Streisand
Sydney Pollack – Jenseits von Afrika (Out of Africa)
Héctor Babenco – Kuß der Spinnenfrau (Kiss of the Spider Woman)
John Huston – Die Ehre der Prizzis (Prizzi's Honor)
Akira Kurosawa – Ran
Peter Weir – Der einzige Zeuge (Witness)

### Bester Hauptdarsteller
präsentiert von Sally Field
William Hurt – Kuß der Spinnenfrau (Kiss of the Spider Woman)
Harrison Ford – Der einzige Zeuge (Witness)
James Garner – Die zweite Wahl – Eine Romanze (Murphy's Romance)
Jack Nicholson – Die Ehre der Prizzis (Prizzi's Honor)
Jon Voight – Runaway Train

### Beste Hauptdarstellerin
präsentiert von F. Murray Abraham
Geraldine Page – A Trip to Bountiful – Reise ins Glück (The Trip to Bountiful)
Anne Bancroft – Agnes – Engel im Feuer (Agnes of God)
Whoopi Goldberg – Die Farbe Lila (The Color Purple)
Jessica Lange – Sweet Dreams
Meryl Streep – Jenseits von Afrika (Out of Africa)

### Bester Nebendarsteller
präsentiert von Cher
Don Ameche – Cocoon
Klaus Maria Brandauer – Jenseits von Afrika (Out of Africa)
William Hickey – Die Ehre der Prizzis (Prizzi's Honor)
Robert Loggia – Das Messer (Jagged Edge)
Eric Roberts – Runaway Train

### Beste Nebendarstellerin
präsentiert von Richard Dreyfuss und Marsha Mason
Anjelica Huston – Die Ehre der Prizzis (Prizzi's Honor)
Margaret Avery – Die Farbe Lila (The Color Purple)
Amy Madigan – Zweimal im Leben (Twice in a Lifetime)
Meg Tilly – Agnes – Engel im Feuer (Agnes of God)
Oprah Winfrey – Die Farbe Lila (The Color Purple)

### Bestes Original-Drehbuch
präsentiert von Larry Gelbart
William Kelley, Earl W. Wallace, Pamela Wallace – Der einzige Zeuge (Witness)
Woody Allen – The Purple Rose of Cairo
Aída Bortnik, Luis Puenzo – Die offizielle Geschichte (La Historia oficial)
Bob Gale, Robert Zemeckis – Zurück in die Zukunft (Back to the Future)
Terry Gilliam, Charles McKeown, Tom Stoppard – Brazil

### Bestes Adaptiertes Drehbuch
präsentiert von Larry Gelbart
Kurt Luedtke – Jenseits von Afrika (Out of Africa)
Richard Condon, Janet Roach – Die Ehre der Prizzis (Prizzi's Honor)
Horton Foote – A Trip to Bountiful – Reise ins Glück (The Trip to Bountiful)
Menno Meyjes – Die Farbe Lila (The Color Purple)
Leonard Schrader – Kuß der Spinnenfrau (Kiss of the Spider Woman)

### Beste Kamera
präsentiert von Jon Cryer
David Watkin – Jenseits von Afrika (Out of Africa)
Allen Daviau – Die Farbe Lila (The Color Purple)
William A. Fraker – Die zweite Wahl – Eine Romanze (Murphy's Romance)
Asakazu Nakai, Takao Saitō, Masaharu Ueda – Ran
John Seale – Der einzige Zeuge (Witness)

### Bestes Szenenbild
präsentiert von Rebecca De Mornay und Michael J. Fox
Stephen B. Grimes, Josie MacAvin – Jenseits von Afrika (Out of Africa)
John H. Anderson, Stan Jolley – Der einzige Zeuge (Witness)
Linda DeScenna, J. Michael Riva, Bo Welch – Die Farbe Lila (The Color Purple)
Norman Garwood, Maggie Gray – Brazil
Shinobu Muraki, Muraki Yoshirō – Ran

### Bestes Kostüm-Design
präsentiert von Audrey Hepburn
Emi Wada – Ran
Milena Canonero – Jenseits von Afrika (Out of Africa)
Donfeld – Die Ehre der Prizzis (Prizzi's Honor)
Aggie Guerard Rodgers – Die Farbe Lila (The Color Purple)
Albert Wolsky – Die Abenteuer der Natty Gann (The Journey of Natty Gann)

### Bestes Make-up
präsentiert von Teri Garr
Zoltan Elek, Michael Westmore – Die Maske (Mask)
Ken Chase – Die Farbe Lila (The Color Purple)
Carl Fullerton – Remo – unbewaffnet und gefährlich (Remo Williams: The Adventure Begins)

### Beste Filmmusik
präsentiert von Gene Kelly, Donald O’Connor und Debbie Reynolds
John Barry – Jenseits von Afrika (Out of Africa)
Chris Boardman, Andraé Crouch, Jorge Calandrelli, Jeremy Lubbock, Jack Hayes, Jerry Hey, Quincy Jones, Randy Kerber, Joel Rosenbaum, Fred Steiner, Caiphus Semenya, Rod Temperton – Die Farbe Lila (The Color Purple)
Bruce Broughton – Silverado
Georges Delerue – Agnes – Engel im Feuer (Agnes of God)
Maurice Jarre – Der einzige Zeuge (Witness)

### Bester Song
präsentiert von Gene Kelly, Donald O’Connor und Debbie Reynolds
"Say You, Say Me" aus White Nights – Die Nacht der Entscheidung (White Nights) – Lionel Richie
"Miss Celie’s Blues (Sister)" aus Die Farbe Lila (The Color Purple) – Quincy Jones, Lionel Richie, Rod Temperton
"The Power of Love" aus Zurück in die Zukunft (Back to the Future) – Johnny Colla, Chris Hayes, Huey Lewis
"Separate Lives (Love Theme from White Nights)" aus White Nights – Die Nacht der Entscheidung (White Nights) – Stephen Bishop
"Surprise, Surprise" aus A Chorus Line – Ed Kleban, Marvin Hamlisch

### Bester Schnitt
präsentiert von Whoopi Goldberg
Thom Noble – Der einzige Zeuge (Witness)
John Bloom – A Chorus Line
Kaja Fehr, Rudi Fehr – Die Ehre der Prizzis (Prizzi's Honor)
Pembroke J. Herring, Sheldon Kahn, Fredric Steinkamp, William Steinkamp – Jenseits von Afrika (Out of Africa)
Henry Richardson – Runaway Train

### Beste Tonmischung
präsentiert von Irene Cara
Gary Alexander, Peter Handford, Larry Stensvold, Larry Stensvold – Jenseits von Afrika (Out of Africa)
Rick Alexander, Bud Alper, Les Fresholtz, Vern Poore – Der Tag des Falken (Ladyhawke)
William B. Kaplan, B. Tennyson Sebastian II, Robert Thirlwell, Bill Varney – Zurück in die Zukunft (Back to the Future)
Rick Kline, Donald O. Mitchell, Kevin O’Connell, David M. Ronne – Silverado
Gerry Humphreys, Michael Minkler, Donald O. Mitchell, Christopher Newman – A Chorus Line

### Bester Tonschnitt
präsentiert von Michael Winslow
Charles L. Campbell, Robert R. Rutledge – Zurück in die Zukunft (Back to the Future)
Fred J. Brown – Rambo II – Der Auftrag (Rambo: First Blood Part II)
Robert G. Henderson, Alan Robert Murray – Der Tag des Falken (Ladyhawke)

### Beste Visuelle Effekte
präsentiert von Molly Ringwald
David Berry, Scott Farrar, Ralph McQuarrie, Ken Ralston – Cocoon
Dave Allen, John Ellis, Dennis Muren, Kit West – Das Geheimnis des verborgenen Tempels (Young Sherlock Holmes)
Michael Lloyd, Zoran Perisic, Will Vinton, Ian Wingrove – Oz – Eine fantastische Welt (Return to Oz)

### Beste Dokumentarfilm (Kurzfilm)
präsentiert von Steve Guttenberg und Ally Sheedy
Witness to War: Dr. Charlie Clements – David Goodman
The Courage to Care – Robert H. Gardner
Keats and His Nightingale: A Blind Date – Michael Crowley, Jim Wolpaw
Making Overtures: The Story of a Community Orchestra – Barbara Willis Sweete
The Wizard of the Strings – Alan Edelstein

### Bester Dokumentarfilm (Langform)
präsentiert von Louis Gossett Jr.
Broken Rainbow – Maria Florio, Victoria Mudd
Die Mütter der Plaza del Mayo (Las madres de la Plaza de Mayo) – Susana Blaustein Muñoz, Lourdes Portillo
The Statue of Liberty – Ken Burns, Buddy Squires
Unfinished Business – Steven Okazaki
Vietnam-Veteranen: Soldiers in Hiding (Soldiers in Hiding) – Japhet Asher

### Bester Fremdsprachiger Film
präsentiert von Norma Aleandro und Jack Valenti
Die offizielle Geschichte (La Historia oficial), Argentinien – Luis Puenzo
Bittere Ernte, West-Deutschland – Agnieszka Holland
Drei Männer und ein Baby (3 hommes et un couffin), Frankreich – Coline Serreau
Oberst Redl (Redl ezredes), Ungarn – István Szabó
Papa ist auf Dienstreise (Otac na sluzbenom putu), Jugoslawien – Emir Kusturica

### Bester Kurzfilm (Animiert)
präsentiert von Jim Henson
Anna & Bella – Cilia van Dijk
The Big Snit – Richard Condie, Michael J.F. Scott
Second Class Mail – Alison Snowden

### Bester Kurzfilm (Live Action)
präsentiert von Jim Henson
Molly’s Pilgrim – Jeffrey D. Brown und Chris Pelzer
Graffiti – Dianna Costello
Rainbow War – Bob Rogers

## Ehren-Oscars

### Honorary Award
präsentiert von Sally Field
- Paul Newman

präsentiert von Quincy Jones
- Alex North

### Jean Hersholt Humanitarian Award
präsentiert von Bob Hope
- Buddy Rogers